# Konfidential
Konfidential è un video del gruppo hard rock statunitense dei Kiss, pubblicato il 16 agosto 1993 per l'etichetta PolyGram.
Il video include dodici delle sedici canzoni proposte dai Kiss nella scaletta del Revenge Tour. Il video è stato registrato durante le date di Detroit, Indianapolis e Cleveland. Tra un video e un altro sono presenti brevi filmati in cui i membri del gruppo raccontano o mostrano ciò che avviene nel backstage dei concerti. Il video contiene inoltre quattro filmati d'epoca che propongono alcune esibizioni dei Kiss nei primi anni della loro carriera.
Konfidential è stato premiato dalla RIAA con il disco d'oro il 13 ottobre 1993.

## Tracce
1. Creatures of the Night
2. Deuce
3. I Just Wanna
4. Unholy
5. Heaven's on Fire
6. 100,000 Years (Detroit, 1976)
7. Nothin' to Lose (San Francisco, 1975)
8. Hotter than Hell (Detroit, 1976)
9. Let Me Go, Rock'n Roll (Giappone, 1977)
10. Domino
11. Lick It Up
12. Forever
13. Take It Off
14. I Love It Loud
15. God Gave Rock 'N Roll to You II
16. The Star-Spangled Banner

## Formazione
- Gene Simmons - basso, voce
- Paul Stanley - chitarra ritmica, voce
- Eric Singer - batteria, voce secondaria[3]
- Bruce Kulick - chitarra ritmica e solista[3]